# Absprung (2022)
Absprung ist ein österreichischer Kurzfilm unter der Regie von Valentin Badura aus dem Jahr 2022. Seine Uraufführung feierte der Film am 17. Januar 2022 auf dem Filmfestival Max Ophüls Preis 2022 in Saarbrücken.

## Inhalt
Um den Haushalt des verstorbenen Großvaters aufzulösen, machen sich Philipp und sein Vater auf den Weg in ihren Herkunftsort Eisenerz. Was Philipp anfänglich schnell hinter sich bringen will, entpuppt sich als Reise in eine Vergangenheit, die in die Gegenwart hineinwirkt. Der junge Mann wird mit versteckten Resten nationalsozialistischer Wertungen konfrontiert: Wehrmachtsdeserteure aus der Zeit des Nationalsozialismus sind noch heute mit einem Stigma belegt und die Angehörigen schämen sich ihrer. Zwar sind die alten Gerichtsurteile aufgehoben, nicht aber die moralischen Verurteilungen.

## Hintergrund
Regie führte Valentin Badura, von dem auch das Drehbuch stammt. Die Kameraführung lag in den Händen von Patrick Wally, Editor war Andreas Moser. In wichtigen Rollen sind Sebastian Wendelin, Werner Aljoscha Wultsch und Julia Koch zu sehen. Die Produktion wurde vom Land Steiermark und der Stadt Graz gefördert. Seine Uraufführung feiert der Film am 17. Januar 2022 auf dem Filmfestival Max Ophüls Preis 2022 in Saarbrücken.
Geschichtlicher Hintergrund des Films sind die mangelnde Erinnerungskultur und der Umgang mit dem Thema Desertion nach dem Ende des Nationalsozialismus in Österreich. Sogar im 21. Jahrhundert dauerte es Jahre, bis alle Parteien der sogenannten politischen Mitte Österreichs mit einer Aufhebung der Urteile gegen die sogenannten Deserteure einverstanden waren. Leugnung, Schweigen und Verschleierung sind keine Phänomene der Vergangenheit: Selbst dort, wo man ihnen gedenkt, wie in Hieflau in der Nähe von Eisenerz, trägt ein Friedhof, auf dem ausschließlich von der Wehrmacht hingerichtete Deserteure liegen, weiterhin die Bezeichnung Soldatenfriedhof.

## Auszeichnungen und Nominierungen
- Max Ophüls Preis: Bester Kurzfilm (Dotierung: 5000 EURO) (nominiert)[2]
- Max Ophüls Preis: Publikumspreis Bester Kurzfilm (Dotierung: 5000 Euro) (nominiert)[2]